# Costa Brava
La Costa Brava è una regione costiera della Catalogna che si affaccia sul Mar Mediterraneo, e che si estende da Blanes fino al confine francese, cioè sull'intero tratto marittimo della provincia di Girona. Prende il nome dalle sue coste alte e impervie e ospita numerose località turistiche con alberghi e villaggi spesso dotati di animazione internazionale.

## Descrizione
"Costa Brava" è, da tempo immemorabile, un'espressione propria della gente di mare.
Negli ambienti marinari si chiamava e si chiama costa brava ogni costa scoscesa e rocciosa, con caratteristiche simili a quelle della costa di Maiorca ma situata nella provincia di Girona. Il nome forse non ha radici popolari, ma è di origine marinara e, sulla costa catalana nel XIX secolo, questa era una forma linguistica di matrice popolare.
Già negli anni '30 del Novecento, i turisti affollavano le spiagge della zona, ma ancora si mescolavano con pescatori e agricoltori che coltivavano vicino al mare. A partire dagli anni '50 e '60, il fenomeno turistico si generalizzò durante il miracolo economico spagnolo (1959-1973), e vi fu un grande sviluppo urbanistico in alcune località di queste comarche.
Fino all'arrivo dell’economia turistica, molte delle località della regione costiera erano piccoli villaggi di pescatori, con case imbiancate a calce e vicoli stretti. I loro abitanti, le tradizioni e la bellezza naturale della regione suscitarono l’interesse di artisti e scrittori come Marc Chagall, Picasso, Rusiñol o Dalí. Oggi, la zona conserva ancora in buona parte quell’essenza che la caratterizzava prima dell’arrivo del turismo.
La denominazione popolare “Costa Brava”, assegnata al litorale della provincia di Girona, fu adottata a livello internazionale negli anni di massimo splendore del fenomeno turistico e venne ufficializzata nel 1965.

### Città (da nord a sud)
- Portbou
- Colera
- Llançà
- Cadaqués
- Roses
- Sant Pere Pescador
- L'Escala
- Estartit
- Begur
- Palafrugell
- Palamós
- Castell-Platja d'Aro
- Sant Feliu de Guíxols
- Tossa de Mar
- Lloret de Mar
- Blanes

## Storia
La posizione geografica di quella che oggi conosciamo come Costa Brava è stata, da secoli, una zona di passaggio e insediamento per numerosi popoli e culture, nonché la porta d’ingresso nella Penisola Iberica dal Mediterraneo europeo. La grande quantità di resti storici presenti nella zona ne è una chiara testimonianza.
I primi segni di attività che troviamo appartengono ai popoli del Paleolitico.
Avanzando nella storia, si constata la presenza di popoli indoeuropei che hanno lasciato traccia nelle costruzioni megalitiche che si possono trovare nei pressi di Roses, nelle Gavarres e nella Sierra de Rodes. Questi monumenti hanno un’età stimata di circa 5000 anni a.C. e si possono osservare nelle comarche del Pla de l’Estany, Cerdanya, La Selva, Baix Empordà e Alt Empordà.
Millenni più tardi, si registra la presenza di popoli colonizzatori come i Greci e i Romani.
Durante il III secolo a.C., il territorio iberico fu uno scenario importante delle operazioni belliche tra Cartaginesi e Romani, le cosiddette guerre puniche. Quando i Cartaginesi furono definitivamente sconfitti, i Romani presero il controllo della zona e, progressivamente, di tutta la Penisola Iberica, anche se dovettero affrontare costantemente la resistenza locale. Una di queste tribù autoctone erano gli indigeti, stanziati nella zona costiera che oggi occupa la Costa Brava.

## Spazi Naturali
Il Molinet e le Isole Medes
Oltre il 30% della superficie totale dell’area delle comarche di Girona è protetta per il suo interesse naturalistico.
Gli spazi naturali più importanti della Costa Brava sono:
Parco Naturale di Cap de Creus
Articolo principale: Cap de Creus
È uno degli spazi naturali più importanti della Catalogna. Si trova attorno all’area geografica del Cap de Creus, il punto più orientale di tutta la Penisola Iberica. Il territorio appartiene ai comuni di Cadaqués, El Port de la Selva, La Selva de Mar, Llançà, Vilajuïga, Pau, Palau-Saverdera e Roses. L’area del parco, terrestre e marina, copre 13.886 ettari e accoglie ogni anno circa 435.000 visitatori. I forti venti, in particolare la tramontana, e il moto ondoso hanno modellato questa parte del litorale, creando un profilo molto scosceso. In tutto il territorio troviamo una vegetazione rada ma una fauna molto ricca.
Parco Naturale delle Paludi dell’Empordà
Articolo principale: Aiguamolls de l’Empordà
Si tratta di un complesso di zone umide formatesi alla foce dei fiumi Muga e Fluvià. Dal 1983 è considerato Parco di Interesse Naturale. Il parco ha un’estensione di circa 4.730 ettari, di cui 825 costituiscono una riserva naturale integrale strettamente protetta. È situato nella zona dell’Alt Empordà e include i comuni di Castelló d’Empúries, Sant Pere Pescador, Palau-Saverdera, Peralada, Pau, Pedret i Marzà, L’Escala, Roses e L’Armentera. Il suo principale valore risiede nella ricchezza della flora e, soprattutto, dell’avifauna, in particolare quella migratoria.
Isole Medes
Articolo principale: Isole Medes
Piccolo arcipelago situato a 900 metri da L’Estartit, sulla spiaggia di Torroella de Montgrí. Sono praticamente le uniche isole del litorale catalano e si sono formate come prolungamenti della Sierra del Montgrí. Comprendono sette isolotti con fondali rocciosi e grotte sottomarine che rendono la zona perfetta per le immersioni subacquee. L’area è considerata una riserva marina per il suo ricco ecosistema, favorito dalla vicinanza alla foce del fiume Ter.
Ses Negres
La Riserva Marina di Ses Negres si trova nella comarca del Baix Empordà, a Begur, nel cuore della Costa Brava. Si estende lungo 1.300 metri di costa, tra le cale di Sa Riera e Aiguafreda. Ha una superficie totale di 80 ettari, che include le scogliere che circondano le montagne di Begur.
Giardini botanici
Nella zona della Costa Brava esistono diversi giardini botanici che mostrano sia la diversità vegetale locale che specie tropicali non autoctone. I più importanti della regione sono i Giardini di Cap Roig, il parco storico del Castello di Peralada del 1877, i Giardini di Santa Clotilde a Lloret de Mar, il Giardino Botanico Marimurtra a Blanes e il Giardino Botanico Pinya de Rosa, anch’esso situato nel comune di Blanes.
Cale e spiagge
Le spiagge della Costa Brava si distinguono per la qualità delle loro acque. A molte di esse è stata assegnata la Bandiera Blu, simbolo riconosciuto di acque pulite e prive di contaminazione. Alcune di queste spiagge sono quelle di Lloret de Mar, Tamariu a Palafrugell, Cala Cristus-Cala Gogo a Calonge, La Fosca a Palamós e Mar Menuda a Tossa de Mar.
Un’altra caratteristica distintiva della Costa Brava sono le piccole cale o spiagge nascoste, circondate dalla vegetazione, formatesi per l’erosione marina delle scogliere. Alcune sono accessibili solo via mare e molte altre si raggiungono unicamente tramite sentieri costieri che percorrono il litorale in alcuni comuni della Costa Brava.